# Айкън ъф Койл
Icon of Coil е норвежка фючърпоп група.

## История
Групата е основана през 1997 г. като самостоятелен проект на Анди ЛаПлегуа, към когото се присъединява и Себастиян Комор за изпълненията на живо. С издаването на „Shallow Nation“, първият им сингъл, Комор става пълноправен член на групата. През 2000 Кристиян Лунд се присъединява към групата за концертните им изяви. По-късно същата година излиза и първият албум Serenity is the Devil, който успява да се изкачи до първо място в германската класация за алтернативна музика. Скоро след това Лунд става член на състава за студийни записи.

## Дискография
- Shallow Nation (мини компакт диск) (2000)
- Serenity is the Devil (2000)
- Seren EP (2001)
- Access and Amplify (мини компакт диск) (2002)
- The Soul Is In The Software (2002)
- Android (мини компакт диск) (2003)
- Machines Are Us (2004)
- Machines Are Us (2CD) ограничение издание (2004)
- Uploaded & Remixed / Shelter (2CD) ограничено издание (2004)